# Hugo Dietsche
Hugo Dietsche   (Sankt Gallen, 31 de març de 1963) és un lluitador suís, ja retirat, especialista en lluita grecoromana, que va competir durant les dècades de 1980 i 1990.
El 1984 va prendre part en els Jocs Olímpics d'Estiu de Los Angeles, on guanyà la medalla de bronze en la competició del pes ploma del programa de lluita grecoromana. També disputà els Jocs de 1988 i 1992. En ambdues edicions finalitzà en vuitena posició de la categoria del pes ploma.
En el seu palmarès també destaquen dues medalles al Campionat d'Europa de lluita, de bronze el 1986 i de plata el 1992.